# 진디고치벌아과
진디고치벌아과(Aphidiinae)는 고치벌과의 하위분류이다. 이들은 진딧물에 기생하여 번식하는데, 기생당한 진딧물은 고치벌의 애벌레에게 체내가 잠식당하며, 결국엔 몸 내부의 기관이 먹혀 미라와 같이 죽게 된다. 심한 경우에는 한마리의 진딧물에 여러 마리의 고치벌이 기생하는 경우도 있다. 이러한 생태습성을 이용하여 해충 방제용 천적곤충으로 이용된다.